# Neonitocris eulitopoides
Neonitocris eulitopoides är en skalbaggsart som beskrevs av Pierre Lepesme 1947. Neonitocris eulitopoides ingår i släktet Neonitocris och familjen långhorningar. Inga underarter finns listade i Catalogue of Life.